# Magyar–Olasz Bank Rt.
A Magyar–Olasz Bank Rt. 1920–1948 között Magyarországon működött pénzintézet.

## Története
1920. április 19-én alapította egy szindikátus, amelyet Camillo Castiglioni (1879–1957) trieszti bankár vezetett, az alapításnál komoly szerepet töltött be a Banca Commerciale Italiana. Az új alapítás rövid idő alatt a legnagyobbak közé emelte a bankot, a két világháború közötti időszak 5 legnagyobb bankok egyike lett. A Banca Commerciale Italiana jelenlegi pénzintézeti utóda a ma is működő Intesa Sanpaolo.
Mintegy 493 millió korona alaptőkével kezdte meg működését, 1928-ban alaptőkéje már 20 millió pengő volt. A bank üzleti tevékenysége váltók, csekkek és közraktári jegyek leszámítolására, záloglevelek, értékpapírok, vételére és eladására, pénzbetétek elfogadására, jelzálogkölcsönök folyósítására, záloglevelek kibocsátására, mező- és erdőgazdasági birtokok adásvételére, ipari, kereskedelmi és közlekedési vállalatok alapítására és hiteligényeik kielégítésére terjedt ki.
Működésének első éveiben jelentős érdekeltségei voltak. 1920-ban megszerezte a Hazai Fatermelő Rt.-t, a Neuschloss-Lichtig Repülőgépgyár és Faipar Rt-t, a Schlick-Nicholson Gép-Vagon és Hajógyár Rt. és a Magyar Belhajózási Rt. részvénytöbbségét. 1921-ben más bankokkal közösen szindikátusban megvásárolta az Első Magyar Általános Biztosító Intézet és a Magyaróvári Ipartelepek Rt. részvényeit. 1936. január 1-jén magába olvasztotta a Magyar Agrár- és Járadékbankot, ezzel tekintélyes ipari, mezőgazdasági és közlekedési vállalatok tulajdonosa lett.
Az 1929–1930-ban bekövetkezett gazdasági válság után a Magyar–Olasz Bank változtatott üzletpolitikáján és fokozatosan visszavonult az ipar finanszírozásától és csak a szorosan vett banki tevékenységekre koncentrált. Érdekeltségein kivétel nélkül túladott. A magyar állam 1932-ben megvásárolta a Magyar–Olasz Banktól a helyiérdekű vasutak üzemeltetési jogát. A bank vagyonmérlege a gazdasági válság alatt megközelítette a 36 millió dollárt. A második világháború alatt a Magyar–Olasz Bank üzleti eredményei még kedvezőbbek voltak, de osztalékot már 1939-től nem fizetett.
1945 után a bank működése elé sok akadályt gördítettek. Az olasz tisztviselők elmenekültek az országból. Az igazgatóság létszáma három főre csökkent. A bank kizárólag a látra szóló kihelyezhető részének hozamából tartotta el magát, alkalmazottait már nem tudta kifizetni, jelentős köztartozásokat halmozott fel. Az ideiglenes igazgatóság kérésére, 1948 januárjában a Pénzügyminisztérium elrendelte a Magyar–Olasz Bank felszámolását.